# Disbarična osteonekroza
Disbarična osteonekroza, disbarična nekroza kostiju, dysbaric osteonecrosis, (od reči: „dysbaric“ promena pritiska, „osteo“ kost i „necrosis“ izumiranje ćelija) je bolest izumiranja koštanih ćelija izazvano promenom pritiska vazduha, kao što je nagli povratak u normalan atmosferski pritisak nakon izloženosti povišenim (hiperbaričnim) pritiscima. Disbarična osteonekroza se razvrstava u grupu profesionalnih bolesti jer se uglavnom javlja kod profesionalnih ronioca i kesonskih radnika. Naziv disbarična osteonekroza (disbarična nekroza kostiju) je najprecizniji opis ove bolesti, pa ćemo ga koristiti u ovom tekstu.

## Sinonimi
Od otkrivanja disbarične osteonekroze, u medicinskoj praksi koristi se i mnogi drugi nazivi koji služe za označavanje ove vrste poremećaja koštanih struktura;
- kesonska artroza,
- kesonska bolest kostiju,
- hiperbarična osteonekroza,
- barotraumatska osteoartropatia,
- avascularna nekroza kostiju,
- ischemična nekroza kostiju,
- sterilna nekroza kostiju,

## Istorijat
- 1794. Džems Rasel (енгл. James Russell-) iz Edinburga prvi je opisao simptome bolesti, ali u etiologiji tih slučaja preovladavala je infekcija.[2]

- Franc Kenig 1888. prvi opisuje nekrozu u glavi butne kosti kod odrasle osobe, bez infekcije. Iste godine Twynam uočava pojavu nekroze pojedinih delova kosti, koja je značajno češća kod kesonskih radnika i iznosi pretpostavku da je ona najverovatnije uzrokovana pritiskom gasova.

- Bornstin (енгл. Bornstein) i Plejt (енгл. Plate) 1911, a potom nezavisno od njih i Piter Baso (енгл. Peter Bassoe) 1913[3] potvrđuju nekrozu kosti rendgenom. Baso uočava da je disbarična osteonekroza nekako povezana sa dekompresionom bolešću jer je primetio da su kesonski radnici koji su imali sklonost ovoj bolesti imali najveći stepen oštećenja kosti izazvan disbaričnom osteonekrozom.

- Podmornica Kraljevske ratne mornarice „Posejdon“ je 1931. imala nesreću i pet mornara je bilo zarobljeno na dubini od 38 metara i izloženo pritisku morske vode na toj dubini oko dva do tri sata pre nego su izronili na površinu. Kod svih pet mornara razvila se dekompresiona bolest ubrzo nakon incidenta. Dvanaest godina kasnije, kod tri od pet mornara na rendgenu, otkrivena je disbarična osteonekroza, a kod jednog delimično oštećenje obe bedrene glave. Nijedan od pet mornara nisu ronioci niti su bili izloženi drugim promenama pritiska vazduha. Zato se može zaključiti da i jedno izlaganje većoj promeni pritiska može razviti disbaričnu osteonekrozu.[1]

- Godine 1941. evidentiran je prvi prijavljeni slučaj disbarične osteonekroze.[4]

- 1943. Tejlor (енгл. Taylor) objavljuje da se prve promene na rendgenskom snimku kostiju javljaju sa zakašnjenjem od nekoliko meseci nakon izloženosti pritisku koji je doveo do pojave disbarične osteonekroze.[1]

## Epidemiologija
Različite studije pokazuju vrlo promjenjivu incidencu bolesti;
- U proseku oko 19% kesonskih radnika boluje od ove bolesi, od čega se ona javlja oko 60% kod kesonskih radnika sa više od 15 godina iskustva.
- Pojava disbarične osteonekroze je učestalija kod kesonskih radnika koji u istoriji bolesti imaju dekompresionu bolest.
- Kesonskih radnici koji rade na višem pritisku imaju veću verovatnoću da obole od disbarične osteonekroze.
- Piloti su često izloženi dekompresionim poremećajima u toku letenja. Međutim, u avijaciji pojava disbarične osteonekroze je izuzetno retka. Postoje samo dva dobro dokumentovana slučaja u literaturi i oba su posledica težeg oblika dekompresione bolesti koja nije adekvatno tretirana.

| Datum | Profesija                          | Broj | % obolelih |
| ----- | ---------------------------------- | ---- | ---------- |
| 1974. | Japanski ribari                    | 301  | 50,5%      |
| 1976. | Ronioci Mornarice SAD              | 611  | 2,5%       |
| 1976. | Ronioci Kraljevske ratne mornarice | 350  | 4,0%       |
| 1981. | Komerc.ronioci u Severnom moru     | 4422 | 4,4%       |
| 1998. | Turski ronioci školjki i sunđera   | 51   | 70,0%      |

- U ronioca, pojava disbarične osteonekroze je često nedovoljno jasna što se može videti iz rezultata nekoliko studija navedenih u tabeli (Učestalost disbarične osteonekroze).[1]
- Prevalencija rezultata disbarične osteonekroze, u objavljenim istraživanjima, varira između 0% i 85,7%. Nižu prevalencu imaju vojni ronioci, a veća učestalost razboljevanja se uočava među kesonskim radnicima i profesionalnim roniocima.[5]
- Populacija s visokom prevalencom su komercijalni ronioci, koji koriste konvencionalne i empirijskih tehnike i koji su skloni improvizaciji i nepoštovanju propisanih procedura. Najviša prevalenca zabeležena je u; Japanu (52%), Havaima (85%) i Turskoj (70%).[6][7][8]
- Suprotno od komercialnih, ronioci Ratne mornarice retko oboljavaju od disbarične osteonekroze (1,7 do 4,0%). Razlog ovako niskoj stopi je dobar program obuke, disciplina u ronjenju i strogo poštovanje dekompresionih tablica.[9]

### Korelacija između dekompresione bolesti i disbarične osteonekroze
Nije dovoljno jasno da li postoji neka korelacija između dekompresione osteonekroze i dekompresione bolesti. Bornstein i Tanjur su objavili da je od tri obolela od disbarične osteonekroze na 500 kesonskih radnika, koje je on pratio, postojao barem jedan slučaj dekompresione bolesti. 
U izveštaju koji je objavio o dekompresionoj bolesti Central Registry England za praćenje radiološki snimanja, navodi prevalenciju disbarične osteonekroze u 4,5% a dekompresione bolesti 31,2% slučaja, među komercijalnim roniocima u Engleskoj.
U studiji sprovedenoj kod 171 ronioca, Yangsheng i sar. utvrdili su da 33 od 90 ronioca s dekompresionom bolešću ima disbaričnu osteonekrozu.

## Etiologija
Tačan uzrok nastanka disbarične osteonekroze, nije jasno definisan, a u medicinskoj praksi postoji veći broj teorija o njenom nastanku; 
- embolija uzrokovana mehurićima inertnog gasa (azota)
- promena intramedularnog pritiska koštane srži, izazvana osmotskim dejstvom gasa,
- embolija mastima
- hemokoncentracija i povećana koagulabilnost.

Opšte prihvaćen stav je da mehurića gasa (verovatno po iniciranom venskom zastoju u koštanoj srži)predstavljaju glavni uzrok disbarične osteonekroze. Iako većina autora smatra da su mehurići gasa primarni uzrok bolesti uočena je pojava da kod nagle (brze) dekompresije (sniženja pritiska) nastaje venski zastoj koji remeti drenažu iz koštane srži, što u prisustvu mehurića vazduha pogoduje nastanku tromboze, a ona nedovoljan priliv sveže (kiseonikom obogaćene) krvi u kost i njeno izumiranje (nekrozu). Ovu hipotezu potvrđuje činjenica da pravilna primena propisanih procedura dekompresije i sporija brzina kompresije značajno smanjuje učestalost disbaričnu osteonekrozu.

## Patofiziologija
Disbarična osteonekroza je u suštini kasni oblik dekompresione bolesti, jer se manifestuje mesecima ili godinama nakon izlaganja pritisku vazduha, sa osnovnim karakteristikama aseptičke nekroze dugih kostiju, kao što su ramenjača, butna kost i cevanica. Za razliku od disbarične osteonekroze, aseptična nekroza kosti, javlja se nezavisno od ronjenja, a nastaje usled poremećaja cirkulacije izazvanog povredom, embolijom, mikrotrombima ili masnim tkivom.
Razlika radioloških i patoloških obeležja disbarične i aseptičke osteonekroze su neprimetljive, i oba poremećaja odlikuje intramedularni venski zastoj, nedovoljni priliv krvi i nekroza kosti.

### Lokalizacija oštećenja kostiju
Promene kod disbarične osteonekroze najčešće su lokalizovane u nadlaktici i gornjem delu butne kosti. Dawson i sar. su otkrili oštećenja u nadlakatnoj kosti u 23% Filipinskih ronioca-ribara, a Jones i sar. objavljuju da su 10 oštećenja (33,3%) od ukupno 30 bila u nadlakatnoj kosti. Jedina intra-artikularna lezija (5,55%) u ovoj studiji bila je u ramenu, što je jako malo u odnosu na podatke koje je objavio Wade i sar. koji su pronašli 15 intra-artikularnih lezija ramena (34%) od ukupno 43 lezije u havajskih ronioaca.
U anlizi oštećenja izazvanih povišenim pritiskom vazduh koju je u 281 radnika, obavio Walderu 1969, 29% oštećenja je bilo u predelu vrata glave nadlakatne kosti,(ramena), 16% u glavi butne kosti (kuk), 40% u donjem kraju butne kosti (bliže kolenom zglobu), te 15% u gornjem kraju cevanice(u kolenu ispod čašice).

## Klinička slika i dijagnostika
Početak bolesti obično protiče asimptomatski ili sa nejasnim bolovima, koji su bez kliničkih i radiografskih znakova (a bol nije toliko intenzivan da ronioca dovede lekaru). Kasnije sa daljim razvojem bolesti, javlaju se sve jači bolovi i smetnje u pokretima unutar zahvaćenih zglobava. Često prvi znak bolesti može biti prelom kosti, u predelu jačih nekrotičnih oštećenja.
Dijagnoza se postavlja kliničkim pregledom, laboratorijskim analizama, rendgenografijom i nuklearnom magnetnom rezonancom (MRI).
Radigrafija je najbrži i najprimenjiviji način dijagnostike disbarične osteonekroze, ali se na rendgen snimku ona ne pojavljuje kao lokalizovano područje ili kao povećana ili smanjena gustoća kosti. Moramo shvatiti da x-zraci samo pokazuju koncentraciju soli kalcijuma u kostima i da se, ako se x-zrak propusti kroz kost osobe koja je bila mrtva već nekoliko mjeseci, nećete biti u mogućnosti reći da li je vitalnost kosti očuvana.Osim toga, koncentracija soli u kostima se mora povećati ili smanjiti barem za 50% pre promene koje se mogu videt na rendgen snimku. Potrebno je najmanje tri ili četiri meseca, a nekada i tri do pet godina pre nego disbarična osteonekrotična oštećenja postanu vidljiva na rendgenu.
Konačno, ako je disbarične osteonekrotične lezija u zglobu, rendgen nam ne dozvoljava da odredimo u kojim slučajevima je disbarična ostenekroza dovela do raspada hrskavice a koliko je ona posledica naknadnog oštećenja.
Budući da je u ranom stadijumu bolesti rendgenska slika obično normalana, scintigrafija kosti i MRI su dijagnostički modaliteti izbora. Oba modaliteta mogu otkriti minimalne promene u ranom stadijumu bolesti.
Scintigrafija kostiju obavlja se ubrizgavanjem u periferne vene radioaktivnog materijala(tehnicijuma) koji ulazi u metabolizam kostiju. Telo se zatim skenira specijalnim fotoaparatima koji registruju radioaktivnost, i prikazuju područje povećane ili smanjena aktivnost. Kod disbarične osteonekroze primenom skeniranja kostiju rezulat će biti pozitivan u roku od dve do tri nedelje u oko 90% slučajeva.,
Magnetic Resonance Imaging (MRI) je treća metoda koja može već nakon dva do tri dana da da pozitivne rezultate, mada je ponekad negativna i dve do tri nedelje od povrede. Činjenica je da je MRI preciznija od scintigrafije, ali broj više otkrivenih lezija MRI nije statistički značajan, što može biti od uticaja na primenu ove metode koja je izuzetno skupa a veoma često i nije široko dostupna.

## Lečenje
Lečenje je često nedovoljno uspešno. Spontana poboljšanja ponekad se dogode i neko inta-artikularno oštećenje se uspešno sanira. Ostali postupci lečenja uključuju imobilizaciju i osteotomiju butne kosti. Ugradnja koštanih graftova obično malo pomaže. 
Najbolje lečenje disbarične osteonekroze je prevencija pomoću dekompresije u barokomorama uz primenu proverenih dekonpresionih tablica. 
Zbog velikog odnos s dekompresionom bolešću, sve osobe sa simptomima ove bolesti obavezno treba tretirati rekompresijom i hiperbaričnom oksigenoterapijom (HBO).
Nakon uspešnog rekompresionog lečenja tretman treba nastaviti hiperbaričnom oksigenacijom, 100% kiseonikom, najmanje dve stabilizacione seanse, koje treba dopuniti sa još 5 jednodnevnih sensi.
Ako se znaci dekompresione bolesti kod ronilaca ponavljaju, ili se žale na bolove u velikim zglobovima za vreme i po završenom ronjenju, potrebno je zbog ranog otkrivanja disbarične osteonekroze, preventivno uraditi radiografiju velikih zglobova.